# Saison 2013-2014 du Royal Evere White Star Hockey Club
Maillots
Chronologie
Saison précédente Saison suivante

## Effectifs

### Buteurs et Buteuses (toutes compétitions)
| Rang  | Joueur            | Championnat | Coupe de Belgique | Total |
| ----- | ----------------- | ----------- | ----------------- | ----- |
| 1     | Gauthier de Graer | 1           | -                 | 1     |
| Total | Total             | 1           | 0                 | 1     |

| Rang  | Joueuse                     | Championnat | Coupe de Belgique | Total |
| ----- | --------------------------- | ----------- | ----------------- | ----- |
| 1     | Anne-Sophie De Scheemaekere | 3           | -                 | 3     |
| 2     | Morgane Vouche              | 2           | -                 | 2     |
| 3     | Anne Puissant               | 1           | -                 | 1     |
| 3     | Emilie Goffinon             | 1           | -                 | 1     |
| Total | Total                       | 7           | 0                 | 7     |

(Les chiffres ci-dessus ne sont valables que pour les matchs officiels)

## Recrutement

### Messieurs

#### Arrivées
| Joueur            | Poste     | Provenance             | Division         |
| ----------------- | --------- | ---------------------- | ---------------- |
| Gauthier de Graer | Défenseur | R. Daring T.H.C.       | Division Honneur |
| Maxime Clément    | Défenseur | R. Orée T.H.B.         | Division Honneur |
| Scott Lindsay     | Attaquant | Clydesdale Hockey Club | Division 1       |

#### Départs
| Joueur | Poste | Provenance | Division |
| ------ | ----- | ---------- | -------- |

### Dames

#### Arrivées
| Joueuse                     | Poste     | Provenance          | Division         |
| --------------------------- | --------- | ------------------- | ---------------- |
| Aline Alsteens              | Gardien   | R. Orée T.H.B.      | Division Honneur |
| Anne-Sophie De Scheemaekere | Attaquant | R.H.C. de Huy       | Nationale 2      |
| Emilie Goffinon             | Attaquant | K.H.C. Leuven       | Division Honneur |
| Anne Puissant               | Attaquant | Waterloo Ducks H.C. | Division Honneur |
| Thais Smekens               | Attaquant | KHC Dragons         | Division Honneur |

#### Départs
| Joueuse          | Poste     | Destination         | Division         |
| ---------------- | --------- | ------------------- | ---------------- |
| Elizabeth Achten | Gardien   | Arrêt               | -                |
| Mélanie Pecher   | Attaquant | R. Beerschot T.H.C. | Division Honneur |

## Les rencontres de la saison

### Messieurs

#### Championnat de Nationale 1
Entre parenthèses le rang de l'équipe si ce n'est pas la première équipe du club.
| Date       | J.     | Adversaire     | Lieu  | Score | Buteurs             |
| ---------- | ------ | -------------- | ----- | ----- | ------------------- |
| 08/09/2012 | 1re J. | R. Uccle Sport | RWSC1 | 1-4   | de Graer            |
| 15/09/2012 | 2e J.  | Langeveld H.C. | LEOP1 | 4-2   | A. Dykmans, Lindsay |

### Dames

#### Championnat de Division Honneur
| Date       | J.     | Adversaire              | Lieu  | Score | Buteuses                               |
| ---------- | ------ | ----------------------- | ----- | ----- | -------------------------------------- |
| 11/09/2012 | 1re J. | R. Beerschot T.H.C.     | BEER1 | 0-5   | De Scheemaekere (x3), Puissant, Vouche |
| 14/09/2012 | 2e J.  | Waterloo Ducks H.C.     | MECH1 | 0-0   | -                                      |
| 21/09/2012 | 3e J.  | KHC Dragons             | DRAG1 | 2-2   | Vouche, Goffinon                       |
| 28/09/2012 | 4e J.  | Royal Wellington T.H.C. | MECH1 | 2-3   | Royal Wellington T.H.C. (og), Closset  |